# Metacaprella horrida
Metacaprella horrida är en kräftdjursart som först beskrevs av Georg Ossian Sars 1877.  Metacaprella horrida ingår i släktet Metacaprella och familjen Caprellidae. Inga underarter finns listade i Catalogue of Life.